# 薩爾凱島

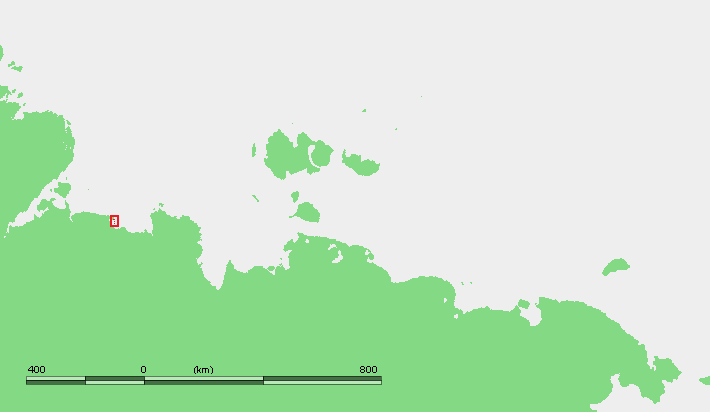

薩爾凱島是俄羅斯的島嶼，位於拉普捷夫海奧列尼奧克灣西部，由薩哈共和國負責管轄，長6.7公里、寬3公里，附近海域每年有九個月時間被冰封。
73°20′17″N 118°45′04″E / 73.338°N 118.751°E